# John Paine
John Paine (Boston, 8 of 19 april 1870 - Weston, 1 of 2 augustus 1951) was een Amerikaans schutter en olympisch kampioen.
Paine nam als schutter succesvol deel aan de Olympische Spelen van 1896. Op het onderdeel militair pistool won hij goud. Hij mocht niet meedoen aan het onderdeel snelvuurpistool omdat zijn pistool niet van het vereiste kaliber was.
John Sumner nam samen met zijn broer Sumner Paine deel aan de Spelen. Zij gebruikten hierbij colt-revolvers, die van betere kwaliteit waren dan de revolvers van de concurrentie. Met afstand wonnen de broers goud en zilver met het militair pistool. John haalde 442 punten met 25 treffers uit 30 schoten. Zijn broer haalde 380 punten met 23 treffers. De schutter die op de derde plaats eindigde had slechts 205 punten.
Broer Sumner won goud op de 50 meter pistool, een discipline waar John niet aan deel nam. Hij gaf als reden dat hij zijn Griekse gastheren niet voor schut wilde zetten.
Als luitenant vocht Paine in 1898 in de Spaans-Amerikaanse Oorlog. Later werd hij bankier.
Johns vader was generaal Charles Jackson Paine die in 1885, 1886 en 1887 de prestigieuze zeilwedstrijd America's Cup won.